# Maeacris aptera
Maeacris aptera är en insektsart som beskrevs av Ronderos 1983. Maeacris aptera ingår i släktet Maeacris och familjen gräshoppor. Inga underarter finns listade i Catalogue of Life.